# Thomas Andrew Knight
Thomas Andrew Knight, född den 12 augusti 1759, död den 11 maj 1838, var en engelsk hortolog, bosatt på Downton Castle i Herefordshire. Han var bror till Richard Payne Knight.
Knight var 1811–1838 president för Royal Horticultural Society i London, ett sällskapet för trädgårdsodlingens främjande och gjorde värdefulla insatser inom hortikulturen, både som praktiker och som författare. 
Knight gjorde sig främshat känd för sina studier av fruktträdens ärftlighetsförhållanden och för att ha odlat fram värdefulla nya fruktsorter.
Auktorsnamnet T.Knight kan användas för Thomas Andrew Knight i samband med ett vetenskapligt namn inom botaniken; se Wikipediaartiklar som länkar till auktorsnamnet.